# Susanne Schwob
Susanne Schwob (* 8. Oktober 1888 in Bern; † 9. März 1967 ebenda) war eine Schweizer Malerin und Innendekorateurin.

## Leben
Susanne Schwob war die Tochter des Leinenfabrikanten Joseph Schwob und seiner Frau Mathilde, geborene Bernheim. Sie besuchte in den Jahren 1904 bis 1906 die Kunstgewerbeschule Bern und erhielt bei Ernst Linck Privatunterricht. In den Jahren 1907 bis 1916 lebte sie in München, Paris und Ungarn.
Von 1934 bis 1938 war Schwob Zentralpräsidentin der Gesellschaft Schweizerischer Malerinnen, Bildhauerinnen und Kunstgewerblerinnen (GSMBK). Sie war als erste Frau Mitglied der Eidgenössischen Kunstkommission und beeinflusste unter anderem von 1936 bis 1942 die Biennale Venedig zusammen mit Antonio Augusto Giacometti und Oskar Reinhart. Schwobs malerisches und grafisches Werk umfasst Porträts, Landschaften, Interieurs, Stillleben und Figurenkompositionen.
Ihre Reisen nach Sizilien (1960) und Griechenland (1962 und 1963) beeinflussten ihr künstlerisches Schaffen. Schwob pflegte Kontakte zu Fritz Pauli, Ernst Morgenthaler, Martin Lauterburg und Louis René Moilliet, der sie zur Aquarellmalerei inspirierte.
Ihre Werke sind in den Museen Bern, Biel und im Jeu de Paume in Paris vertreten.

## «Schwobhaus»
Die dreigeschossige Jugendstil-Villa im Länggassquartier am Falkenhöheweg 15 in Bern gehörte Susanne Schwob. Den obersten Stock des Hauses liess sie zu einem Malatelier umbauen. Für die Zeit nach ihrem Tod schenkte sie die Villa der Stadt Bern mit der Auflage, das Haus dürfe nicht veräussert werden und müsse «ausschliesslich zur unmittelbaren Förderung der bildenden Künste» dienen. Das «Schwobhaus» ist heute ein Treffpunkt für Künstler, an dem Kunst und Alltag gelebt werden.